# Zisterzienserinnenkloster San José (Liérganes)
Das Zisterzienserinnenkloster San José (Liérganes) ist seit 1894 ein Kloster der Zisterzienserinnen zuerst in Santander, seit 1987 in Liérganes, Kantabrien in Spanien.

## Geschichte
Die seit 1894 in Santander angesiedelten Bernhardinerinnen bauten dort 1911 ein Kloster im Paseo Canalejas (heute abgebrochen), von dem sie 1987, 23 km südöstlich, in der Einsamkeit von Liérganes (Ortsteil Los Prados) in einen Neubau wechselten. Das Kloster trägt den Namen Monasterio Cistercense Nostra Señora del Río y San José („Maria Fluss und Sankt Josef“) oder Monasterio Cisterciense de San José de Liérganes. Dort stellen die Nonnen zu ihrem Unterhalt Kerzen her. Der Konvent gehört zur Zisterzienserinnenkongregation San Bernardo (C.C.S.B.).